# أهارون أبيلفيلد
أهارون أبيلفيلد (بالعبرية: אהרן אפלפלד‏) (16 فبراير 1932 - 4 يناير 2018) روائي إسرائيلي وناجي من الهولوكوست. تدور معظم رواياته حول الهولوكوست وتجارب الضحايا والناجين منه.
حصل على جائزة إسرائيل في الأدب في عام 1983. 

## حياته
ولد إرفين (أهارون) أبيلفيلد في بلدية جادوفا في مقاطعة ستوروجينيتش في منطقة بوكوفينا في مملكة رومانيا (حاليا في أوكرانيا).
في عام 1941 عندما كان في التاسعة من عمره، استعاد الجيش الروماني مسقط رأسه بعد عام من الاحتلال السوفيتي وقُتلت والدته.  وتم ترحيل أبيلفيلد مع والده إلى معسكر العمل القسري في ترانسنيستريا التي تسيطر عليها رومانيا. وهرب واختبأ لمدة ثلاث سنوات قبل أن ينضم إلى الجيش السوفيتي كطاهٍ. وبعد الحرب العالمية الثانية، أمضى أبيلفيلد عدة أشهر في معسكر للنازحين في إيطاليا قبل أن يهاجر إلى فلسطين عام 1946، أي قبل عامين من قيام دولة إسرائيل.
وتم لم شمله مع والده بعد العثور على اسمه على قائمة الوكالة اليهودية في عام 1960. (افترض كل من أبيلفيلد ووالده أن الآخر قد قُتل في المحرقة. وقد شق كل منهما طريقه بشكل منفصل إلى إسرائيل بعد الحرب) تم إرسال الأب إلى معبروت (مخيم للاجئين) في بئر توفيا. وكان لقاء لم الشمل عاطفيًا للغاية لدرجة أن أبيلفيلد لم يتمكن أبدًا من الكتابة عنه. 
في إسرائيل، عوض أبيلفيلد افتقاره إلى التعليم الرسمي وتعلم اللغة العبرية، وهي اللغة التي بدأ الكتابة بها. وكانت أولى أعماله الأدبية هي القصص القصيرة، لكنه تحول تدريجيًا إلى كتابة الروايات. وأكمل دراسته في الجامعة العبرية في القدس.  وعاش في ميفاسيريت صهيون وقام بتدريس الأدب في جامعة بن غوريون في النقب وكان يكتب في كثير من الأحيان في بيت تيخو بالقدس. 

## اختيار اللغة
كان أبيلفيلد واحدًا من أبرز مؤلفي اللغة العبرية في إسرائيل، على الرغم من أنه لم يتعلم اللغة إلا عندما كان مراهقًا. وكانت لغته الأم هي الألمانية، لكنه كان يتقن أيضًا اللغة اليديشية والأوكرانية والرومانية والروسية والإنجليزية والإيطالية.  ونظرًا لأن أعماله تدور حول الهولوكوست ومعاناة اليهود في أوروبا، لم يتمكن من إجبار نفسه على الكتابة باللغة الألمانية. واختار اللغة العبرية كوسيلة أدبية لإيجازها وصورها الكتابية.
اشترى أبيلفيلد كتابه العبري الأول وهو في الخامسة والعشرين من عمره: ملك الجسد والدم بقلم موشيه شامير. وفي مقابلة مع صحيفة هآرتس، قال إنه تألم بسببها، لأنها مكتوبة بالعبرية المشنايكية وكان عليه البحث عن كل كلمة في القاموس. 
في مقابلة في بوسطن ريفيو، أوضح أبيلفيلد اختياره للغة العبرية: "أنا محظوظ لأنني أكتب باللغة العبرية. فالعبرية لغة دقيقة للغاية، عليك أن تكون دقيقًا للغاية - ولا تبالغ في القول. هذا لأن "من الكتاب المقدس لدينا جمل صغيرة جدًا، موجزة جدًا ومستقلة. كل جملة، في حد ذاتها، يجب أن يكون لها معنى خاص بها." 

## الهولوكوست كموضوع أدبي
لقد كتب العديد من الناجين من الهولوكوست سيرة ذاتية عن نجاتهم من الكارثة، لكن أبيلفيلد لا يقدم تصويرًا واقعيًا للأحداث. فهو يكتب قصصًا قصيرة يمكن تفسيرها بطريقة مجازية. وبدلاً من سرد تجربته الشخصية، فإنه يستحضر أحياناً المحرقة دون أن يرتبط بها بشكل مباشر. فأسلوبه واضح ودقيق، ولكنه أيضًا حديث جدًا. 
أقام أبيلفيلد في إسرائيل لكنه كتب القليل عن الحياة هناك. وتركز معظم أعماله على الحياة اليهودية في أوروبا قبل وأثناء وبعد الحرب العالمية الثانية.  وبسبب كونه يتيما في طفولته، فإن البحث عن شخصية الأم يعد أمرًا أساسيًا في عمله. وخلال الهولوكوست، انفصل عن والده ولم يقابله مرة أخرى إلا بعد 20 عامًا.

## العناصر
الصمت والتلعثم هي عناصر تبرز في الكثير من أعمال أبيلفيلد.  وتصبح الإعاقة مصدرا للقوة. وصف فيليب روث أبيلفيلد بأنه "كاتب نازح للرواية النازحة، وجعل من النزوح والارتباك موضوعًا فريدًا خاصًا به". 

## جوائز
- 1975 جائزة برينر للأدب. [15]
- 1979 جائزة بياليك للأدب (بالاشتراك مع أفوت يشورون). [16]
- 1983 جائزة إسرائيل للأدب. [6]
- 1989 جائزة الكتاب اليهودي الوطني للرواية عن بادنهايم 1939
- 1989 جائزة الكتاب اليهودي الوطني للرواية عن رواية بارتفوس الخالد [17]
- 1997 عضو فخري أجنبي في الأكاديمية الأمريكية للفنون والعلوم. [18]
- 1998 جائزة الكتاب اليهودي الوطني للرواية عن رواية المسارات الحديدية [17]
- 2004 بري ميديسي (فئة الأعمال الأجنبية) عن سيرته الذاتية، قصة حياة: مذكرات 2003
- جائزة الكتاب اليهودي الوطني لعام 2011 عن رواية حتى ضوء الفجر [17]
- جائزة الخيال الأجنبي المستقلة لعام 2012 عن روايته "أزهار الظلام" : في ذلك الوقت، كان أبيلفيلد أكبر من حصل على الجائزة سنا على الإطلاق [19]
- جائزة سيدني تايلور للكتاب لعام 2016 عن كتاب الأطفال "آدم وتوماس" [20]

نال عمل أبيلفيلد إعجابًا كبيرًا من صديقه الروائي اليهودي فيليب روث، الذي جعل من الكاتب الإسرائيلي شخصية في روايته الخاصة عملية شيلوك. 

## الأعمال المنشورة
- بادنهايم 1939 - 1978
- عصر المعجزات - 1978
- تسيليل - 1982
- الانسحاب - 1984
- إلى أرض كاتاليس - 1986
- بارتفوس الخالد - 1988
- لكل خطيئة - 1989
- الشافي - 1990
- كاتارينا - 1989
- الممرات الحديدية - 1991
- على الروح - 1993
- المحادثة - 1991
- ليش - 2001
- وراء اليأس - ثلاثة محاضرات ومحادثة مع فيليب روث - 2003
- قصة حياة - مذكرات - 2003
- طاولة لشخص واحد - تحت أضواء القدس - 2005
- كل من أحببت - 2007
- براعم الظلام - 2006
- حتى ضوء الفجر - 1995
- حب مفاجئ - 2014
- ليالي الصيف الطويلة - 2015
- آدم وتوماس - 2015
- الرجل الذي لم يتوقف عن النوم - 2017
- إلى عصر الحزن - 2020